# Förgäves all vår omsorg är
Förgäves all vår omsorg är är en psalm utifrån Psaltaren 127 liksom den snarlika psalmen Allt arbet är ju fåfängt här med sju verser i 1695 års psalmbok vars innehåll skiljer sig något. Förgäves all vår omsorg är är skriven av Christopher Dahl 1807 och bearbetad av Johan Olof Wallin 1819 samt Britt G. Hallqvist 1980. Ack, lär oss, Gud, med fröjd och flit, som är den femte versen, är ensam medtagen i Svenska Missionsförbundets sångbok 1920 (i 1819 års version), då som nr 768 under rubriken "Slutsånger": 
Ack, lär oss, Gud, med fröjd och flit
Ditt rike först att söka
Upplyfta våra hjärtan dit
Och där vårt goda öka.
Att vi må se
I väl och ve,
Ditt ljus allt mera dagas
Och sist med frid
Till evig tid
I dina hyddor tagas!
Melodin enligt 1986 års psalmbok är av Burkhard Waldis från 1553 och samma som till psalmerna: O giv oss, Herre, av den tro (1986 nr 253), Allt mänskosläktet av ett blod (1986 nr 588), Ditt ljus, o Helge Ande, tänd (1921 nr 538), O Gud, ditt rike ingen ser (1986 nr 366), Var glad, min själ, och fatta mod (1986 nr 560).

## Publicerad i
- 1819 års psalmbok som nr 306 med titelraden "Förgäves all den omsorg är", under rubriken "Med avseende på särskilda personer, tider och omständigheter: Överhet, undersåtar, fädernesland".
- Svenska Missionsförbundets sångbok 1920 som nr 768 under rubriken "Slutsånger." med endast en vers.
- Sionstoner 1935 som nr 763 under rubriken "Konung och fosterland".
- 1937 års psalmbok som nr 500 under rubriken "Arbetet".
- Sånger och psalmer 1951 nr 600 under rubriken "Hem och samhälle, människokärlek".
- Den svenska psalmboken 1986 som nr 595 under rubriken "Tillsammans i världen".